# 平河乡 (巫山县)
平河乡，是中华人民共和国重庆市巫山县下辖的一个乡镇级行政单位。

## 行政区划
平河乡下辖以下地区：
燕子村、天平村、樟坪村、陶湾村、郎子村、起阳村、龙潭村、大峡村和庙堂村。